# オリーブ・キリフィ
オリーブ・キリフィ（Olive Kilifi、1986年9月28日 - ）は、メジャーリーグラグビー、ユタ・ウォリアーズに所属するラグビー選手。

## プロフィール
- アメリカ・カリフォルニア州ハンティントンビーチ出身。
- ポジションはプロップ(PR)。
- 身長 180cm、体重 120kg
- アメリカ代表キャップは31（2020年7月現在）でラグビーワールドカップ2015・ラグビーワールドカップ2019のアメリカ代表に選ばれた[1]。

## 略歴
サクラメント・エクスプレスを経て、2018年、シアトル・シーウルブズに加入。  
2020年、ユタ・ウォリアーズに加入。  